# Antonio Decaro
Antonio Decaro (né le 17 juillet 1970 à Bari) est un homme politique italien, membre du Parti démocrate.

## Biographie
En février 2013, il est élu député de la XVIIe législature du Parlement italien. Le 8 juin 2014, il est élu au second tour maire de Bari et abandonne peu après son mandat de député. Il est reconduit pour un second mandat lors des élections du 26 mai 2019.
Il est élu député européen aux élections de juin 2024.